# Sông Nida
```
Nida
 
phát âm
 
[
ˈɲida
]
 là một 
con sông
 ở miền trung 
Ba Lan
, một 
nhánh
 bên trái của 
sông Vistula
, chảy vào gần Nowy Korczyn). Nida có chiều dài 154
 
km và diện tích lưu vực là 3,844 
 
 km 
2
.
[
1
]
 Điều này bao gồm khu vực được bảo vệ gọi là Công viên Cảnh quan Nida.
```

Bản thân Nida được tạo thành từ hai con sông nhỏ hơn, Nida trắng và Nida đen, hợp nhất tại làng Brzegi (gần Checiny). Đó là một dòng sông thấp điển hình, có ít sự khác biệt về mực nước. Thung lũng của Nida rộng, và được bao phủ bởi những đồng cỏ. Ở nơi hẹp nhất, con sông chỉ rộng 6 m, trong khi ở nơi rộng nhất, nó rộng 79 m. Độ sâu dao động từ 0,4 đến 2,6 m. Nida là một trong những con sông ấm nhất của Ba Lan; vào mùa hè, nhiệt độ của nó lên tới 27 độ C.

## Thung lũng sông Nida
Thung lũng Nida là một khu vực địa lý ở miền nam Ba Lan, dọc theo Nida hạ và giữa nguồn. Nó có chiều dài là 65 km và chiều rộng là 2 – 6 km. Đáy của thung lũng bằng phẳng và ẩm ướt, với than bùn xuất hiện ở một số địa điểm trong các hồ oxbow trước đây. Thung lũng được đánh dấu bằng nhiều đồng cỏ và đồng cỏ, và các trung tâm đô thị chính của nó là cổ Ba Lan Lesser thị trấn Pinczow, Wislica và Nowy Korczyn.

## Ponidzie
Cái tên Ponidzie dùng để chỉ một vùng của Lesser Ba Lan, nằm dọc theo Nida, và rộng hơn nhiều so với thung lũng. Nó trải dài từ Checiny đến Nowy Korczyn, với ba công viên cảnh quan: Công viên cảnh quan Nida, Công viên cảnh quan Szaniec và Công viên cảnh quan Kozubow. Hơn nữa, có một số khu bảo tồn thiên nhiên, như Przeslin, Skorocice, Krzyzanowice, Skotniki Gorne, Winiary Zagojskie, Gory Wschodnie, Grabowiec và Skowronno. Ở phía bắc, khu vực được đánh dấu bằng đá thạch cao, trong khi ở phía nam cảnh quan là bằng phẳng. Vùng này có hai biểu tượng, Adonis vernalis và nhà thờ trường đại học Gothic ở Wiślica.
Ponidzie, nằm giữa các trung tâm lịch sử của Lesser Ba Lan, Kraków và Sandomierz, vào cuối thời Trung cổ, một trong những khu vực quan trọng nhất của Vương quốc Ba Lan. Chia giữa Kraków Voivodeship và Sandomierz Voivodeship, nó có nhiều lâu đài, và nhiều sự kiện quan trọng đã diễn ra ở đây, ở các thị trấn địa phương một lần quan trọng của Chęciny, Nowy Korczyn, pinczow, Wiślica, jedrzejow, Pacanów, Szydłów, Opatowiec, Chmielnik, và Stopnica. Bị phá hủy và lục soát trong cuộc xâm lược Ba Lan của Thụy Điển, khu vực này chưa bao giờ lấy lại được sự vĩ đại của nó.
Vào thế kỷ 16, Ponidzie là một trong những trung tâm Cải cách Tin lành của Ba Lan, tại đây, các nhà cầu nguyện và trường học của Anh em Ba Lan hoạt động, với Học viện Racovian nổi tiếng nhất. Trong số các nhà hoạt động Tin lành làm việc ở đây có những cái tên như Jan Łaski, Samuel Przypkowski và Marcin Ruar. Hơn nữa, Jan Chryzostom Pasek đã sống ở đây trong nhiều năm. Wojciech Belon đã viết một trong những bài hát của mình cho Ponidzie, và một trong những điểm thu hút khách du lịch nổi tiếng nhất trong khu vực là một tuyến đường sắt hẹp hẹp Ci Cicia Express Ponidzie trộm.

## Các thị trấn và thị trấn dọc theo Nida
- Radków
- Oksa
- Sobków
- Piczów
- Wilica
- Bây giờ Korczyn

## liên kết ngoài
- Ciuchcia Express Ponidzie đường sắt khổ hẹp